# De la Beche Bay
De la Beche Bay är en vik i Kanada.   Den ligger i territoriet Nunavut, i den norra delen av landet, 3 500 km nordväst om huvudstaden Ottawa.
Trakten runt De la Beche Bay är nära nog obefolkad, med mindre än två invånare per kvadratkilometer.